# Podhradík
Podhradík és un poble i municipi d'Eslovàquia. Es troba a la regió de Prešov, al nord del país.

## Història
La primera referència escrita de la vila data del 1401.

## Demografia
| Godina             | 1994 | 2004   | 2014   | 2024    |
| ------------------ | ---- | ------ | ------ | ------- |
| Nombre de persones | 326  | 350    | 372    | 434     |
| Diferència         |      | +7,36% | +6,28% | +16,66% |

| Godina             | 2023 | 2024   |
| ------------------ | ---- | ------ |
| Nombre de persones | 440  | 434    |
| Diferència         |      | −1,36% |